# Sylvicola tucumanus
Sylvicola tucumanus är en tvåvingeart som först beskrevs av Lane och Andretta 1958.  Sylvicola tucumanus ingår i släktet Sylvicola och familjen fönstermyggor. Inga underarter finns listade i Catalogue of Life.